# 54º Regimento de Infantaria de Massachusetts

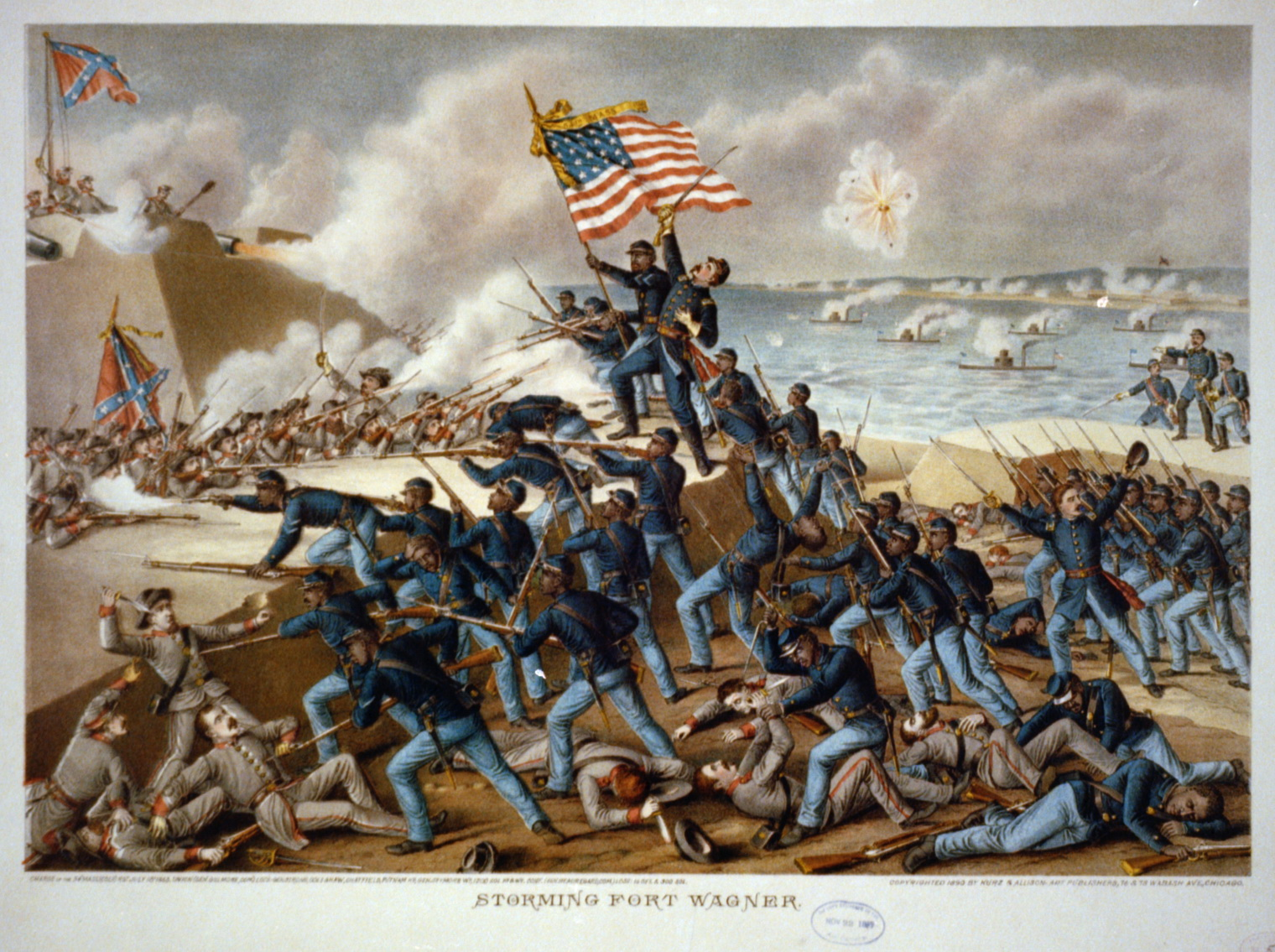
Atacando o Forte Wagner, litografia de Kurz and Allison (1890)

O 54º Regimento de Infantaria Voluntária de Massachusetts foi uma unidade militar da União durante a Guerra Civil Americana, que ficou famosa por ser um dos primeiros regimentos totalmente composto por soldados afro-americanos (com oficiais brancos). Sua história é um marco crucial na luta pela abolição da escravidão e pelos direitos civis nos Estados Unidos.

## Formação e Propósito
Após a Proclamação de Emancipação do Presidente Abraham Lincoln em janeiro de 1863, que permitiu o alistamento de homens negros no exército da União, o governador de Massachusetts, John Andrew, um abolicionista fervoroso, rapidamente organizou o 54º Regimento. A unidade começou a recrutar em fevereiro de 1863 e treinou no Campo Meigs, nos arredores de Boston.
O objetivo do 54º era provar a capacidade e a bravura dos soldados negros, desafiando os preconceitos raciais profundamente enraizados que questionavam sua aptidão para o combate. Abolicionistas proeminentes, como Frederick Douglass (cujos dois filhos se alistaram no regimento), foram ativos nos esforços de recrutamento.

## Comando e Desafios

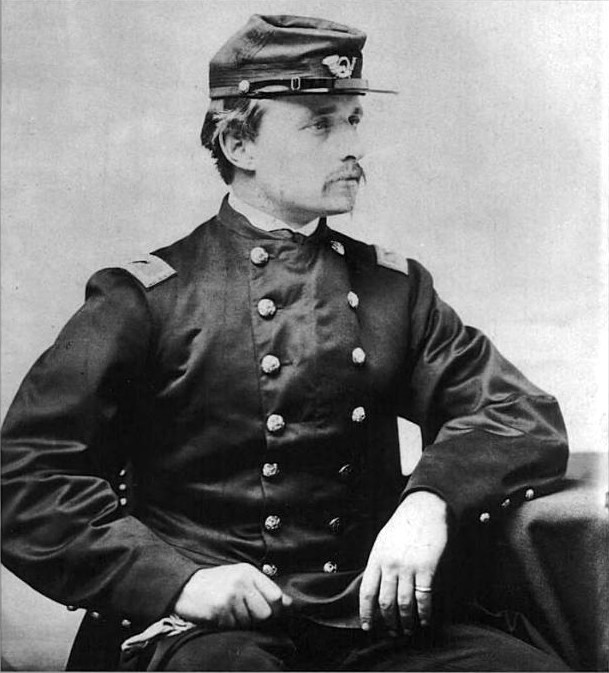
Robert Gould Shaw, em fotografia de maio de 1863

O regimento foi comandado pelo Coronel Robert Gould Shaw, filho de abolicionistas de Boston. Shaw, um oficial branco que já havia visto combate e sido ferido na Batalha de Antietam, foi promovido a coronel e aceitou a tarefa de liderar o 54º, mesmo com algumas dúvidas iniciais sobre se a unidade realmente veria ação.
Um dos desafios enfrentados pelos soldados negros do 54º (e de outros regimentos negros) foi a discriminação salarial. Inicialmente, os soldados negros recebiam $10 por mês, enquanto os soldados brancos recebiam $13. Em um ato de honra e protesto, muitos membros do 54º se recusaram a aceitar qualquer pagamento até que a igualdade salarial fosse estabelecida, o que eventualmente aconteceu.

## Batalhas e Legado
O 54º Regimento de Massachusetts participou de várias batalhas importantes, demonstrando sua coragem e determinação.
Batalha de Grimball's Landing (16 de julho de 1863): Foi o primeiro combate do 54º, onde eles conseguiram repelir um avanço confederado, provando sua capacidade em batalha.
Segunda Batalha de Fort Wagner (18 de julho de 1863): Este foi o confronto que catapultou o 54º para a fama e se tornou o momento mais icônico de sua história. Liderando um assalto frontal a Fort Wagner, uma fortaleza confederada fortemente defendida perto de Charleston, Carolina do Sul, o 54º sofreu perdas devastadoras. O Coronel Shaw foi morto na carga, juntamente com muitos de seus homens. Apesar do fracasso em capturar o forte, a bravura e o sacrifício do 54º em Fort Wagner tiveram um impacto profundo, inspirando o alistamento de mais de 180.000 homens negros no exército da União e mudando a percepção pública sobre a capacidade dos soldados afro-americanos. O sargento William H. Carney, gravemente ferido na batalha, salvou a bandeira do regimento e se tornou o primeiro afro-americano a receber a Medalha de Honra por sua bravura.
Batalha de Olustee (fevereiro de 1864): O 54º atuou na Flórida, participando de mais combates.
Batalha de Honey Hill (novembro de 1864): Outro combate significativo em que o regimento esteve envolvido na Carolina do Sul.
Batalha de Boykin's Mill (abril de 1865): Uma das últimas batalhas da Guerra Civil.
O 54º Regimento de Massachusetts foi desmobilizado em 20 de agosto de 1865. Sua atuação na Guerra Civil, especialmente em Fort Wagner, foi fundamental para demonstrar o valor e a bravura dos soldados negros, contribuindo para a vitória da União e para a destruição da escravidão em todo o país. A sua história é celebrada como um símbolo de coragem, sacrifício e da luta pela igualdade.

## Memoriais e Reconhecimento
A importância do 54º Regimento de Massachusetts é imortalizada em diversos memoriais, sendo o mais famoso o Memorial Robert Gould Shaw e 54º Regimento de Massachusetts, uma impressionante escultura de bronze de Augustus Saint-Gaudens localizada perto da State House de Massachusetts, em Boston. A história do regimento também foi popularizada pelo filme "Glory" (Tempo de Glória) de 1989.
A bravura e o sacrifício do 54º Regimento abriram caminho para a participação de dezenas de milhares de afro-americanos nas Forças Armadas dos EUA, um passo crucial para os direitos civis e a eventual integração.